# Hierodula brunnea
Hierodula brunnea es una especie de mantis de la familia Mantidae.

## Distribución geográfica
Se encuentra en la isla de Sumba.